# Тарабарова Світлана Василівна
Світла́на Васи́лівна Тараба́рова (нар. 26 липня 1990, Херсон) — українська співачка, композиторка та авторка пісень, музична продюсерка, акторка. 
Лауреатка національної музичної премії «Пісня року 2014», музичної премії «Золота жар-птиця» у номінації «Прорив року», номінантка національних музичних премій. ЇЇ пісні три роки поспіль (2017—2019) обиралися найкращими піснями року у рамках української музичної премії «Музична платформа».

## Біографія
Народилася 26 липня 1990 року у Херсоні у багатодітній родині. Батько працював на заводі, а мама — вихователькою у дитячому садку. В дитинстві мріяла стати водійкою, а потім співачкою. Відвідувала музичну школу та різноманітні гуртки. У 13 стала учасницею танцювального колективу «Оазис». Закінчивши школу, переїхала до Києва. Закінчила Київську муніципальну академію естрадного та циркового мистецтв.
11 жовтня 2016 року одружилася зі своїм директором Олексієм Бондарем.. 9 вересня 2018 року народила сина Івана, 23 вересня 2020 року — доньку Марію. 19 квітня 2023 року народила третю дитину — доньку Поліну.

## Кар'єра
Працювала PJ у нічних клубах.
У 2008 році брала участь у співочому талант-шоу «Фабрика зірок» під псевдонімом Аліса Тарабарова. Стала однією з улюблениць Наталії Могилевської, яка віддала Тарабаровій свій танцювальний сольний номер, коли та після операції пропустила один концерт.
У 2008 році з Регіною Тодоренко, Ліною Мицукі, Оленою Кушніренко (виступала під псевдонімом Олена Виноградова) увійшла до складу гурту «Real O», створеного з учасниць конкурсу.
У 2012 році покинула «Real O». Розпочавши сольну кар'єру під справжнім ім'ям.
5 квітня 2012 року відбулася прем'єра першого сольного відеокліпу «Вера сильна».
У 2016 році брала участь у півфіналі національного відбору Пісенного конкурсу «Євробачення 2016».
11 жовтня 2018 року в одному з київських кінотеатрів відбулася презентація третього студійного альбому Тарабарової «23:25» (цифри є часом народження її сина). До альбому увійшло 12 композицій, представлених у форматі 38-хвилинного музичного фільму, знятого українським художником Лесем Панчишиним.
6 грудня 2018 року в День Збройних сил України Тарабарова спільно з українським репером Ярмаком випустили спільний трек «Воїн», який присвятили українським військовим.
На початку весни 2019 року презентує офіційний кліп «Мені казково», першу спільну роботу з хореографом-постановником Денисом Стульніковим.
Тарабарова стала головною героїнею реаліті-шоу «Декрет вже не секрет», що стартувало 21 жовтня 2020 року на М1. Про участь у телешоу вона розповіла разом із новиною про народження другої дитини.
|                            | Спочатку було складно звикнути до того, що тебе постійно знімають, а наприкінці — було вже реально важко фізично: на останніх місяцях продуктивність сильно падає, |
| — прокоментувала Світлана. | |

Упродовж усієї вагітності виконавицю супроводжувала телекамера, демонструючи усі ключові моменти вагітності на одному зірковому прикладі. Кожен випуск був присвячений конкретній тематиці.

## Дискографія

#### Студійні альбоми
- 2014: Мир всем
- 2015: Вірю.Знаю
- 2018: 23:25
- 2023: Дитячий альбом

#### Мініальбом
- 2016: Наодинці

## Нагороди та номінації

### Державні нагороди
- Орден княгині Ольги III ст. (23 серпня 2022) — за значні заслуги у зміцненні української державності, мужність і самовідданість, виявлені у захисті суверенітету та територіальної цілісності України, вагомий особистий внесок у розвиток різних сфер суспільного життя, відстоювання національних інтересів нашої держави, сумлінне виконання професійного обов’язку.[16]

### Премії
| Рік  | Премія                | Номінація     | Результат | Примітки                    | Джерело |
| ---- | --------------------- | ------------- | --------- | --------------------------- | ------- |
| 2014 | Пісня року            |               | Перемога  |                             |         |
| 2017 | Музична платформа     |               | Перемога  | За пісню «Я кажу так»       | [ 17 ]  |
| 2018 | Золота жар-птиця      | Прорив року   | Перемога  |                             | [ 2 ]   |
| 2018 | Музична платформа     |               | Перемога  | За пісню «Добре з тобою»    | [ 18 ]  |
| 2019 | M1 Music Awards       | Кліп року     | Номінація | За відеокліп «Мені казково» | [ 19 ]  |
| 2019 | Золота жар-птиця      | Dance-хіт     | Номінація | За пісню «Маніфест»         | [ 20 ]  |
| 2019 | Українська пісня року |               | Перемога  | За пісню «Мені казково»     | [ 21 ]  |
| 2019 | Музична платформа     |               | Перемога  | За пісню «Мені казково»     | [ 22 ]  |
| 2020 | Золота жар-птиця      | Співачка року | Номінація |                             | [ 23 ]  |
| 2020 | Золота жар-птиця      | Кліп року     | Номінація | За відеокліп «Мені казково» | [ 23 ]  |